# 植草朋樹
植草 朋樹（うえくさ ともき、1966年3月10日 - ）は、テレビ東京のエグゼクティブアナウンサー。

## 来歴・人物
- 兵庫県神戸市出身。父は元朝日放送アナウンサーの植草貞夫で、長兄はテレビ大阪アナウンサーの植草結樹。母も元朝日放送アナウンサーだったが、1998年に死去した。また、沖縄テレビアナウンサーの植草凛は甥（長兄の息子）にあたる。また、凛の弟の植草峻（長兄の次男）もRKB毎日放送（自身がかつて所属した放送局）にアナウンサーとして2023年に入社した。
- 趣味はハード・ロックバンドの楽曲を聴くこと。
- 慶應義塾志木高等学校を経て[2]、1990年、慶應義塾大学卒業後、RKB毎日放送に入社。『RKBエキサイトナイター』や別府大分毎日マラソン等スポーツ中継の実況を数多く務めた。またRKBが制作した2000年の日本シリーズ『福岡ダイエーホークス対読売ジャイアンツ』第5戦の中継では実況も務めた。この他、長寿ラジオ番組『歌謡曲ヒット情報』も一時期担当している。
- 2002年にテレビ東京へ移籍してからも、主にスポーツ中継を担当。2021年2月の時点では、局内で最年長・最長キャリアのアナウンサーである[3]。
  - 実兄の結樹も系列局（テレビ大阪）のスポーツアナウンサーで、2020年1月の定年（60歳）到達後も嘱託契約でアナウンサーとしての活動を続けているため、テレビ東京制作のプロ野球中継へテレビ大阪が関与する場合に「兄弟共演」を果たしたことが何度もある。
    - 初めての共演は、2002年の日本ハムファイターズ対大阪近鉄バファローズ戦（東京ドーム）中継で、自身が実況、結樹が近鉄側のベンチリポートを担当した。
    - 2003年の日本シリーズ第7戦（福岡ドームでの福岡ダイエーホークス対阪神タイガース）中継では、朋樹がダイエー側、結樹が阪神側のベンチリポートを担当。ダイエーがこの試合の勝利によってシリーズ制覇を決めたため、試合後には、朋樹が報道陣を代表して王貞治（当時のダイエー監督）に優勝監督インタビューを担当した。
    - TXNでは2年ぶり4度目（全国ネット化以降は2回目）の日本シリーズ中継であった2005年の日本シリーズ第2戦（千葉マリンスタジアムでの千葉ロッテマリーンズ対阪神タイガース戦）では、自身が実況、結樹が阪神側のベンチリポートを担当。実父の貞夫も朝日放送への在籍中に、阪神が進出した1985年の日本シリーズにおいてセ・リーグ（阪神）側主催試合（阪神甲子園球場）のテレビ中継（同局がテレビ朝日系列の全国ネット向けに制作）で実況していたため、「親子2代にわたる日本シリーズ・テレビ中継での実況」が初めて実現した。
    - 2021年の日本シリーズ第2戦（京セラドーム大阪でのオリックス・バファローズ対東京ヤクルトスワローズ戦）では、TXNで放送権を確保していた中継にテレビ大阪が「オリックスの地元局」として初めて協力したことから、自身が実況を担当。テレビ大阪の定年到達前年（2019年）にスポーツ中継の現場から離れていた結樹が、オリックス側のベンチリポーターを務めた。
    - 2023年の日本シリーズ第2戦（京セラドームでのオリックス・バファローズ対阪神タイガース戦）でも自身が実況を担当。

  - 2005年から始まった日本版プロ野球交流戦でTXN結成後初めて行われた読売ジャイアンツ戦ビジターゲーム4試合の実況を全て担当。
  - 2007年の日本シリーズで、テレビ東京史上初の日本シリーズ2試合中継の際、両試合の実況を務めた。
- 2011年6月24日付でアナウンス副部長よりチーフアナウンサーに昇格した[4]。
- 植草の後輩で、2016年にテレビ東京に中途入社した福田典子も、RKBから移籍している。
- ジャパンコンソーシアム（JC）が制作する夏季オリンピックの日本国内向けテレビ中継では、テレビ東京への移籍後に、アテネ（2004年）・北京（2008年）・ロンドン（2012年）の3大会連続で実況を担当していた。リオデジャネイロ大会（2016年）ではJCへの派遣が見送られたものの、2021年夏季開催の東京2020オリンピックで再び派遣。実父の貞夫も朝日放送のスポーツアナウンサー時代に1964年東京オリンピックでテレビ中継（陸上男子100m決勝など）の実況を担当していたため、日本の放送局に勤務するアナウンサーとしては初めて、「親子2代にわたる東京オリンピック中継の実況」に至った。実際には卓球と男子テニスで中継の実況を担当したが、実兄の結樹はジャパンコンソーシアムへの非派遣局に勤務してきたため、オリンピック中継の実況自体を経験していない[5]。
- 2021年大会までは『全仏オープンテニス』の実況も担当していた。なお、2006年大会のみ実兄の結樹が担当している[6][7]。

## 現在の担当番組
- ベースボールLive（実況）
- 孤独のグルメ（2012年1月 - 、ふらっとQUSUMIナレーション及び大晦日SP生放送パート進行）
  - Season2 第9話（2012年12月5日） - 滝山の声 役
  - Season7 第7話（2018年5月19日） - 西村 役
  - Season7 特別編 (2018年12月31日） - 植草さん 役[8]

## 過去の担当番組

### テレビ東京時代
- プロゴルフ中継
- 全仏オープンテニス中継
- 卓球中継
- 北京オリンピック卓球競技女子 実況
- 海外マラソン中継
- 激生!スポーツTODAY（ナレーション及び生解説）
- 相談バカ一代（2008年12月30日、2012年1月3日放送の特番、進行役）
- 湯けむりスナイパー お正月スペシャル2012（2012年1月7日、アナウンサー役）
- 水曜ミステリー9・検事・沢木正夫 第三の容疑者（2013年9月25日）

### RKB時代
- 歌謡曲ヒット情報
- JAPAN MAJOR BASEBALL
- RKBエキサイトナイター
- 別府大分毎日マラソン